# Карупано
Карупано — город в штате Сукре Венесуэлы. Административный центр муниципалитета Бермудес. Является вторым после столицы городским центром штата.
Город находится на побережье Карибского моря, у основания полуостровов Арайя и Пария.
Расположен в северо-восточной части региона, в 120 км от города Кумана. 
К югу от города расположено крупное месторождение серы — Эль-Пилар.
Карупано является торговым и рыболовным портом, обслуживающим районы и рыболовные промыслы на полуострове Пария. Имеются пищевые и керамические предприятия. На экспорт производятся кофе, какао, табак, кожи и другая сельскохозяйственная продукция.

## История
Недалеко от Карупано находится место, где Христофор Колумб впервые ступил на американский континент.
2 июня 1816 года Симон Боливар захватил порт после двухчасового боя с испанцами и торжественно провозгласил декрет о свободе рабов.
В первой трети XIX века стало местом массовой иммиграции из Корсики.
В мае 1962 года Карупано был местом недолгого военного мятежа против правительства Ромуло Бетанкура, в котором приняло участие более 500 человек. Но уже через два дня правительственные войска вступили в город, и мятеж был разгромлен. Однако «движение 4 мая» нашло широкий отклик по всей стране.
В июле 1997 года на территории большей части страны, включая Карупано, произошло сильное землетрясение.

## Население
| Годы      | 1920   | 1950   | 1969   | 1971   | 1998    | 2011    | 2015    |
| --------- | ------ | ------ | ------ | ------ | ------- | ------- | ------- |
| Население | 29 937 | 30 700 | 45 100 | 50 000 | 116 107 | 135 969 | 156 380 |